# 로쿨리
로쿨리(Loculi, 사르데냐어: Lòcula)는 이탈리아 사르데냐 주 누오로도에 있는 코무네 (지방 자치체)로, 칼리아리에서 북동쪽으로 약 140 킬로미터 (87 mi), 누오로에서 북동쪽으로 약 25 킬로미터 (16 mi) 떨어져 있다. 2004년 12월 31일 기준으로 인구는 538명이며 면적은 38.2 제곱킬로미터 (14.7 mi2)이다.
로쿨리는 다음 지방 자치체와 접해 있다: 갈텔리, 이르고리, 룰라 (이탈리아).